# Pentadiplandra brazzeana
Pentadiplandra brazzeana is de botanische naam van een forse struik in tropisch Afrika. Deze soort vormt in zijn eentje het geslacht Pentadiplandra, alsook (eventueel) de familie Pentadiplandraceae.
De soort is onderwerp van onderzoek voor farmaceutische toepassingen.